# La morte può attendere (romanzo)
La morte può attendere (Remember Me 2: The Return) è un romanzo di Christopher Pike. Si tratta del seguito di Ricordati di me.

## Trama
Jean Rodrigues è una diciottenne prossima al diploma; il padre è morto quando era piccola, mentre la madre è perennemente impegnata con il lavoro. Una sera, Jean si dirige a una festa con la sua migliore amica Carol. Jean deve dire al suo ragazzo, Lenny, di essere incinta, mentre Carol è innamorata di Darlene, il cui ragazzo, Sporty, è stato ucciso di recente da Juan con un colpo di pistola. Dopo la festa, i ragazzi si ritrovano per discutere sulla pianificazione della morte di Juan, vanno su un balcone e cadono. Il fantasma di Shari Cooper (protagonista del romanzo precedente), tornata sulla Terra come spirito vagabondo, prende il controllo di Jean per riportarla in vita, rinascendo nel suo corpo. Sia Jean che Lenny finiscono in ospedale: Shari-Jean si sveglia dal coma scoprendo di aver perso il bambino, mentre Lenny è rimasto paralizzato dalla vita in giù.
Poiché gli spiriti vagabondi non hanno coscienza della loro identità passata, Shari pensa di essere Jean; dal momento che la missione degli spiriti vagabondi è trovare l'amore e aiutare gli altri a trovarlo, Jean-Shari si mette a fare volontariato in un ospedale e smette di drogarsi per migliorare la propria vita.
Durante il suo volontariato, Jean-Shari fa amicizia con Debra, una paziente oncologica; va inoltre a trovare Lenny, che è depresso e la prega di porre fine alla sua vita. Durante una nuotata, Jean-Shari rischia di annegare, venendo salvata da un bagnino, poi incontra Jimmy, fratello di Shari Cooper, offrendosi di aiutarlo con il trasloco che sta compiendo.
Quando Debra muore, Jean-Shari visita la sua tomba. Al cimitero, la ragazza scopre la tomba di Shari e si riconosce nella sua foto. Jean-Shari va a trovare nuovamente Jimmy e, leggendo un libro scritto da Shari, riacquista la memoria sulla sua identità passata. Jean-Shari riceve una telefonata da Carol, che la informa che Darlene e Lenny hanno ottenuto una pistola e intendono vendicare la morte di Sporty. Jean-Shari litiga con Lenny, convincendolo ad andare con lei da Jimmy; tuttavia, si scopre che in realtà è Lenny il vero assassino di Sporty, e ora vuole uccidere Jean. Nella colluttazione che ne segue, Shari rischia nuovamente di precipitare dal balcone; Lenny ha un ripensamento e cerca di aiutare Jean-Shari, che però cade.
Viene rivelato che, quando Shari e il suo ragazzo Peter avevano accettato di tornare sulla Terra come spiriti vagabondi, Peter era stato avvertito che, dal momento che sarebbe potuto sopravvivere all'incidente che l'ha ucciso rimanendo paraplegico, se fosse tornato come spirito vagabondo il corpo che avrebbe occupato sarebbe stato paralizzato dalla vita in giù; Peter aveva deciso di accettare comunque per poter stare con Shari. Peter si è reincarnato in Lenny, riacquistando i ricordi durante lo scontro con Shari-Jean sul balcone. La ragazza sopravvive alla caduta finendo nella piscina sottostante.